# John May
John Clive Cecil May, född 1964 i London i Storbritannien, är en tidigare vice ordförande för World Scout Committee, det verkställande organet för World Scout Movement. Han valdes vid den 38:e världscoutkonferensen i Sydkorea för sexårsperioden 2008–2014.  
Han utsågs till Storbritanniens Scoutförbunds internationell kommissionär 1991 vid 27 års ålder. Han var medlem i organisationskommittén för 21st World Scout Jamboree i Storbritannien 2007.   
May är generalsekreterare för The Duke of Edinburghs Award International Foundation som koordinerar och utvecklar The Duke of Edinburghs International Award. 
Han fick brittiska drottningens pris för företagsfrämjande i erkännande av sitt engagemang för företagsutbildning.
2014 tilldelades May Gustaf Adolfs-märket, Svensk scoutings näst högsta utmärkelse. 
2015 fick May Silvervargen, den högsta utmärkelsen som ges av The Scout Association of the United Kingdom.
2016 tilldelades May Bronsvargen, den enda utmärkelsen som utdelas av världsscoutrörelsen.